# Miracanthops poulaini
Miracanthops poulaini är en bönsyrseart som beskrevs av Roger Roy 2004. Miracanthops poulaini ingår i släktet Miracanthops och familjen Acanthopidae. Inga underarter finns listade i Catalogue of Life.